# يوشيرو هاياشي
يوشيرو هاياشي (باليابانية: 林由郎؛ بالكانا: はやし よしろう) هو لاعب غولف ياباني، ولد في 27 يناير 1922 في آبيكو في اليابان، وتوفي في 2 يناير 2012.